# Font de Peret
La Font de Peret és una font del terme municipal de Sarroca de Bellera, al Pallars Jussà, dins del territori del poble de Sarroca de Bellera.
Està situada a 948 m d'altitud, a prop i al sud de Sarroca de Bellera, a la part baixa del Bosc de Sarroca, a ponent de la Borda de Gassol, a l'esquerra de la llau del Forn Vell.